# Greenport 1
Greenport 1 – перша в історії ґрунтовідвізна шаланда (hopper barge) з двигуном, розрахованим на використання зрідженого природного газу (ЗПГ).
У 2010-х роках розпочалось активне впровадження технології двигунів на ЗПГ для застосування на різних типах суден, включаючи технічний флот. Першою ґрунтовідвізною шаландою з цією особливістю стала Greenport 1, замовлена адміністрацією порту Бремергафена. Її спорудили у 2016 році на нідерландській верфі Shipyard Constructions Hoogezand Nieuwbouw, розташованій у Foxhol (провінція Гронінген). Шаланда із ємністю 840 м3 призначена для вивозу ґрунту з акваторії Бремергафена до місця складування в Bremen-Seehausen. 
Завядки використанню двох двопаливних двигунів Scania судно може забезпечити суттєве скорочення викидів шкідливих речовин – сполук сірки майже на 100%, оксидів азоту на 85%, діоксиду вуглецю на 20%.